# Domícia Longina
Domícia Longina (em latim: Domitia Longina) foi uma imperatriz-consorte romana, esposa do imperador Domiciano. Ela era a filha mais nova do general e cônsul Cneu Domício Córbulo. Domícia se divorciou de seu primeiro marido, Lúcio Élio Pláucio Lamia Eliano, para se casar com Domiciano em 71. O casamento produziu apenas um filho, cuja morte prematura acredita-se ter causado uma separação temporária entre Domiciano e a esposa em 83. Ela se tornou imperatriz quando Domiciano ascendeu em 81 e permaneceu no posto até seu assassinato em 96.
Acredita-se que Domícia teria falecido entre 126 e 130.

## Família
Domícia Longina nasceu entre 50 e 55 e era a filha mais nova de Cneu Domício Córbulo e Cássia Longina. Domícia era descendente direta de Augusto através de sua mãe, uma tataraneta do primeiro imperador, e uma das últimas remanescentes da linhagem juliana. Sua tia paterna era Milônia Cesônia, imperatriz-consorte de Calígula, e sua irmã mais velha, Domícia, se casou com o senador Lúcio Ânio Viciano. O pai de Domícia, Córbulo, era um dos mais respeitados senadores e generais de Roma, servindo como cônsul durante o reinado de Calígula e liderando campanhas militares na Germânia e na Pártia sob o comando de Cláudio e Nero. Após a fracassada "conspiração pisoniana" contra Nero em 65, porém, Córbulo caiu em desgraça depois que sua família se viu ligada aos conspiradores. O próprio Córbulo foi forçado a se suicidar, enquanto que Ânio Viciano e seu irmão, Ânio Polio, foram executados nos expurgos que se seguiram.
Pouco se sabe sobre a vida de Domícia antes do casamento com Domiciano, mas, em algum momento antes de 70, ela se casou com Lúcio Élio Pláucio Lamia Eliano, um cidadão romano de status senatorial.

## Casamento com Domiciano

### Reinado de Vespasiano e Tito
Depois do suicídio de Nero, em 9 de junho de 68, o Império Romano mergulhou numa guerra civil conhecida como "Ano dos quatro imperadores", período no qual Galba, Otão e Vitélio se revezaram rapidamente no trono. A crise chegou ao fim com a ascensão de Vespasiano, que re-estabeleceu a paz e fundou a breve dinastia flaviana. Em 71, o imperador tentou arrumar um casamento dinástico entre seu filho mais novo, Domiciano, com a filha de seu filho mais velho, Tito, Júlia Flávia. Contudo, na época, Domiciano já havia conhecido Domícia Longina, se apaixonou e conseguiu convencer Lamia a se separar dela para que ele próprio pudesse desposá-la. Apesar desta falta de cuidado inicial, a aliança foi muito prestigiosa para ambas as famílias. O novo casamento reabilitou a família de Córbulo e ajudou a propaganda flaviana na época, que buscava diminuir os sucessos políticos de Vespasiano sob o comando dos imperadores menos reputados da dinastia júlio-claudiana. Em vez disso, as relações com Cláudio e Britânico foram enfatizadas e as vítimas de Nero - ou os prejudicados por ele - foram reabilitadas.
Em 80, nasceu o único filho conhecido de Domícia e Domiciano. Não se sabe o nome do garoto que, com apenas três anos, faleceu em 83.
Neste período, o papel de Domiciano no governo Flaviano era puramente cerimonial Enquanto seu irmão mais velho, Tito, detinha poderes quase iguais aos do pai, Domiciano ficou com muitas honras e nenhuma responsabilidade. Esta situação não se alterou quando Tito sucedeu Vespasiano como imperador em 23 de junho de 79, levando tanto os autores modernos quanto os antigos a sugerirem que a relação entre os irmãos não era boa. Em 80, Tito concedeu um consulado ao ex-marido de Domícia, Élio Lamia, o que seria, de acordo com Gsell, um insulto pessoal a Domiciano. Em outra ocasião, quando Tito pediu que Lamia se casasse novamente, ele teria perguntado se "ele também não estaria procurando uma esposa".
Após pouco mais de dois anos no cargo, Tito inesperadamente morreu de "febre cerebral" em 13 de setembro de 81. Suas últimas palavras teriam sido: "Eu cometi apenas um único erro". O historiador contemporâneo de Tito, Suetônio, especulou sobre um possível envolvimento de Domiciano na morte do irmão atribuindo as palavras finais daquele ao boato, popular na época, de que ele tinha um caso com Domício Longina. Porém, ele mesmo descarta a possibilidade como sendo muito improvável.
Em 14 de setembro, o senado romano confirmou Domiciano como sucessor de Tito, concedendo-lhe o poder de tribuno, a função de pontífice máximo (pontifex maximus) e os títulos de augusto e pai da pátria (pater patriae). Consequentemente, Domícia se tornou a imperatriz de Roma.

### Imperatriz de Roma

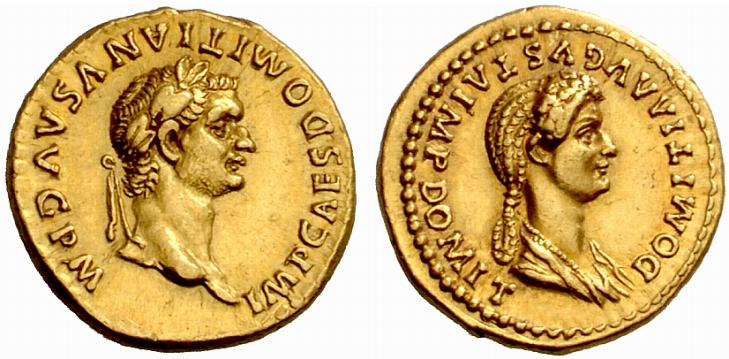
Áureo romano de com as imagens de Domiciano e Domícia, já com o título de augusta.

Logo depois de sua ascensão, Domiciano concedeu o título de augusta a Domícia e deificou seu falecido filho. Ambos apareceram nas moedas de Domiciano da época. Apesar disso, o casamento parece ter enfrentado alguma crise em 83. Por razões desconhecidas, Domiciano exilou Domícia por um breve período, somente para chamá-la de volta logo em seguida, seja por amor ou para conter os rumores de que ele estaria tendo um caso amoroso com sua sobrinha Júlia Flávia. De acordo com Suetônio, Domícia foi exilada por ter tido um caso com um famoso ator chamado Paris. Quando o imperador descobriu, ele teria supostamente assassinado Paris na rua e se divorciado. Suetônio acrescenta ainda que, assim que Domícia foi exilada, Domiciano tomou Júlia como sua amante (que viria a falecer num aborto mal-sucedido).
Historiadores modernos consideram esta história muito implausível, porém, lembrando que muitas como ela eram espalhadas por autores senatoriais hostis que condenaram Domiciano como sendo um tirano depois de sua morte. Rumores maliciosos, como este sobre a suposta infidelidade de Domícia, eram repetidos à exaustão e utilizados para sublinhar a hipocrisia de um governante que publicamente pregava um retorno à moral da época de Augusto enquanto se entregava aos excessos e presidia uma corte corrupta. Domiciano de fato exilou a esposa, mas Jones argumenta que ele teria provavelmente feito isso por causa da incapacidade dela de produzir um herdeiro varão. Ainda assim, os rumores sobre o caso de Domícia com Paris circularam ainda na época de Domiciano e ele não aceitava facilmente insultos em relação ao seu casamento. Não muito depois de sua ascensão, Élio Lamia foi executado pelos comentários jocosos feitos na época de Tito. Em 93, um filho de Helvídio Prisco foi executado por ter composto uma farsa satirizando a separação de Domiciano. Histórias sobre o caso de Domiciano com Júlia também foram, provavelmente, invenções dos escritores posteriores à sua época.
Por volta de 84, Domícia já havia retornado ao palácio, onde ela viveu até o final do reinado do marido sem maiores incidentes. Pouco se sabe de suas atividades como imperatriz ou quanta influência ela tinha sobre o governo do marido, mas parece que seu papel estava limitado às funções cerimoniais. Por Suetônio sabemos que ela acompanhava o marido ao teatro enquanto que Flávio Josefo citou as benesses que ele recebeu dela.

## Anos finais
Em 18 de setembro de 96, Domiciano foi assassinado numa conspiração palaciana organizada pelos oficiais da corte. Seu corpo foi carregado num féretro e cremado sem maior cerimônia por sua enfermeira, Fílis (Phyllis), que então misturou suas cinzas com as de Júlia Flávia no templo flaviano. No mesmo dia ele foi sucedido por seu amigo e conselheiro Nerva. Fontes antigas implicaram Domícia na conspiração contra o marido, seja por envolvimento direto no assassinato ou por saber antecipadamente que ele ocorreria. O historiador Dião Cássio, escrevendo mais de um século depois do assassinato, alega que Domícia teria por acaso posto as mãos numa lista de cortesões que Domiciano pretendia executar e a entregou para o camareiro-imperial Partênio. Esta história é muito provavelmente apócrifa, porém, e Herodiano conta uma outra idêntica como sendo a causa da morte de Cômodo. De acordo com Jones, as evidências sugerem que Domícia permaneceu devota ao marido, mesmo depois de sua morte. Vinte e cinco anos depois da morte do marido - e mesmo depois do decreto de damnatio memoriae pelo senado - ela continuava a se chamar de "Domícia, esposa de Domiciano"
Em algum momento entre 126 e 140, um templo dedicado a Domícia foi erigido em Gábios.